# Songhe (köpinghuvudort i Kina, Hubei Sheng, lat 31,20, long 113,28)
Songhe är en köpinghuvudort i Kina. Den ligger i provinsen Hubei, i den centrala delen av landet, omkring 120 kilometer nordväst om provinshuvudstaden Wuhan. Antalet invånare är 47 582. Befolkningen består av 23 649 kvinnor och 23 933 män. Barn under 15 år utgör 11,0 %, vuxna 15-64 år 79 %, och äldre över 65 år 9,0 %.
Runt Songhe är det ganska tätbefolkat, med 199 invånare per kvadratkilometer. Närmaste större samhälle är Luodian, 13,9 km sydost om Songhe. Trakten runt Songhe består till största delen av jordbruksmark.
Genomsnittlig årsnederbörd är 1 226 millimeter. Den regnigaste månaden är september, med i genomsnitt 179 mm nederbörd, och den torraste är december, med 15 mm nederbörd.